# Lёtčik
Lёtčik (Лётчик) è un film del 2021 diretto da Renat Davlet'jarov.

## Trama
All'inizio della seconda guerra mondiale, il pilota Nikolaj Komlev esce vincitore da uno scontro con un gruppo di carri armati tedeschi, ma il suo aereo viene abbattuto. Nikolaj riesce a far atterrare il suo aereo in una radura di una foresta ma improvvisamente si rende conto che i suoi problemi sono appena iniziati.